# Polylepis rugulosa
Polylepis rugulosa là một loài thực vật thuộc họ Rosaceae. Chúng chủ yếu có ở vùng núi Andes của khu vực Nam Mỹ ở Bolivia, Chile và Peru. Chúng hiện đang bị đe dọa vì mất môi trường sống.
Đây là một cây cỡ nhỏ, cao tối đa 4 mét. Đặc trưng của nó là vỏ cây mà nâu đỏ và lá kép sáng màu. Hoa và quả thường không thấy rõ vì bị tán lá che mất.

## Hình ảnh

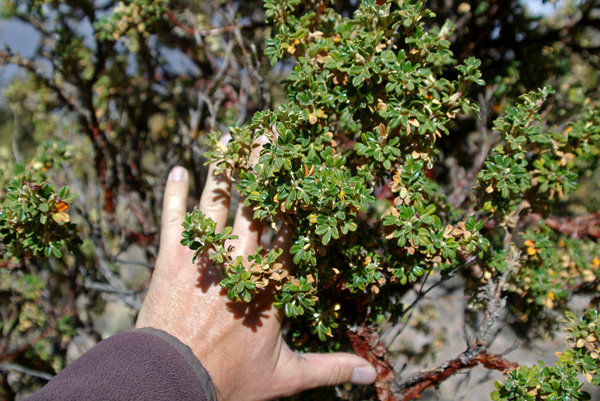
Lá cây queñua (Polylepis rugulosa)
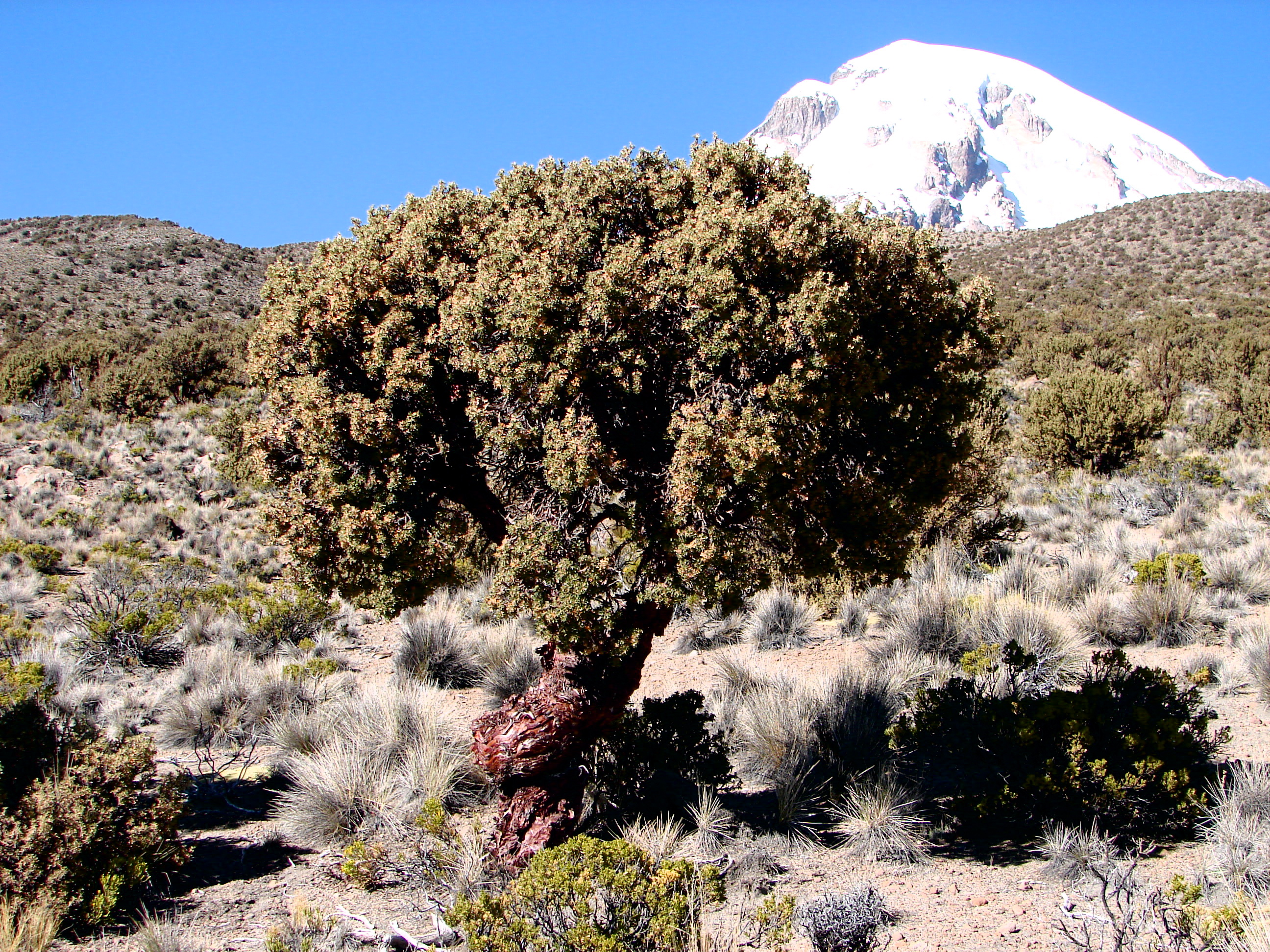
Cây Polylepsis rugulosa đã lớn